# NFKBIB
NFKBIB‏ (NFKB inhibitor beta) هوَ بروتين يُشَفر بواسطة جين NFKBIB في الإنسان.